# Paolo Valeri

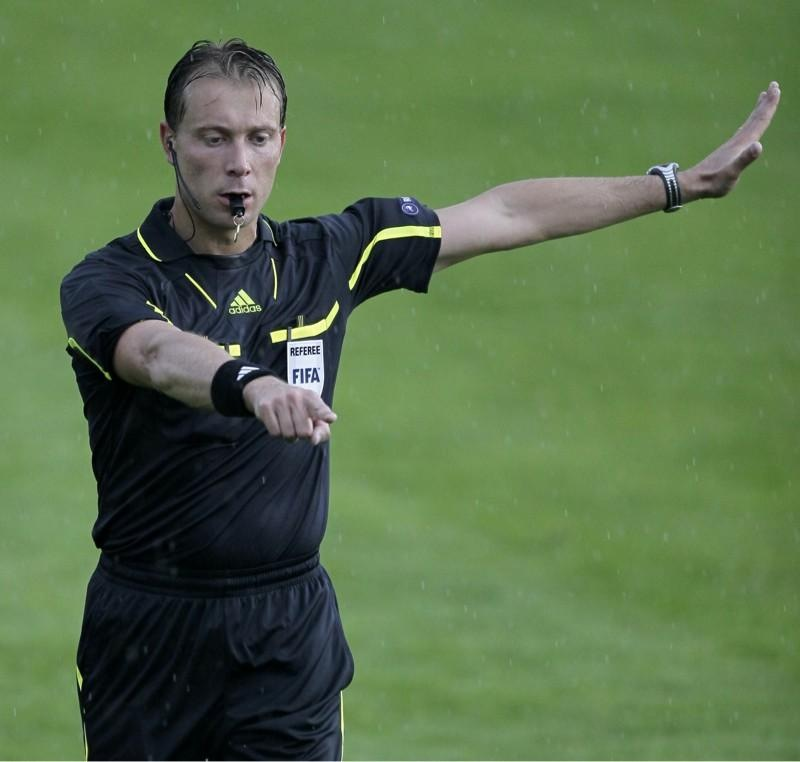
Paolo Valeri

Paolo Valeri (* 16. Mai 1978 in Rom) ist ein italienischer Fußballschiedsrichter.
In der Saison 2007/08 gab Valeri sein Debüt in der Serie A. Seitdem pfeift er auch Spiele in der Coppa Italia.
Valeri leitet seit 2011 internationale Partien.
Ende April 2018 wurde Valeri von der FIFA als einer von 13 Video-Assistenten für die Fußball-Weltmeisterschaft 2018 in Russland berufen. Ein Jahr später fungierte er auch bei der Frauen-Weltmeisterschaft 2019 in Frankreich als Video-Assistent.
Im April 2024 wurde Valeri als Videoschiedsrichter für die Europameisterschaft 2024 in Deutschland nominiert.